# گریگو (بازیکن فوتبال)
گریگو (انگلیسی: Grego؛ زادهٔ ۵ مارس ۱۹۹۳) بازیکن فوتبال اهل اسپانیا است.
از باشگاه‌هایی که در آن بازی کرده‌است می‌توان به باشگاه فوتبال نومانسیا اشاره کرد.